# Maria Fricioiu
Maria Fricioiu (16 de marzo de 1960) es una deportista rumana que compitió en remo.
Participó en dos Juegos Olímpicos de Verano en los años 1980 y 1984, obteniendo una medalla de oro en Los Ángeles 1984 en la prueba de cuatro con timonel. Ganó tres medallas en el Campeonato Mundial de Remo entre los años 1979 y 1985.

## Palmarés internacional
| Juegos Olímpicos   | Juegos Olímpicos             | Juegos Olímpicos  | Juegos Olímpicos   |
| Año                | Lugar                        | Medalla           | Prueba             |
| ------------------ | ---------------------------- | ----------------- | ------------------ |
| 1984               | Los Ángeles (Estados Unidos) | Medalla de oro    | Cuatro con timonel |
| Campeonato Mundial |                              |                   |                    |
| Año                | Lugar                        | Medalla           | Prueba             |
| 1979               | Bled (Yugoslavia)            | Medalla de bronce | Cuatro con timonel |
| 1983               | Duisburgo (RFA)              | Medalla de plata  | Cuatro con timonel |
| 1985               | Malinas (Bélgica)            | Medalla de plata  | Cuatro con timonel |